# 普杜帕拉耶姆
普杜帕拉耶姆（Pudupalayam），是印度泰米尔纳德邦Tiruvanamalai县的一个城镇。总人口10110（2001年）。

## 人口
该地2001年总人口10110人，其中男性4977人，女性5133人；0—6岁人口1093人，其中男547人，女546人；识字率62.48%，其中男性为72.63%，女性为52.64%。